# 28号犹他州州道
28号犹他州州道（英語：Utah State Route 28，SR-28）是一个位于犹他州中部桑皮特县和贾布县的一条州级公路，长约43.612英里（70.187），从甘尼森到尼腓，连接了瓦薩其前線和塞维尔谷。